# Anfora panatenaica

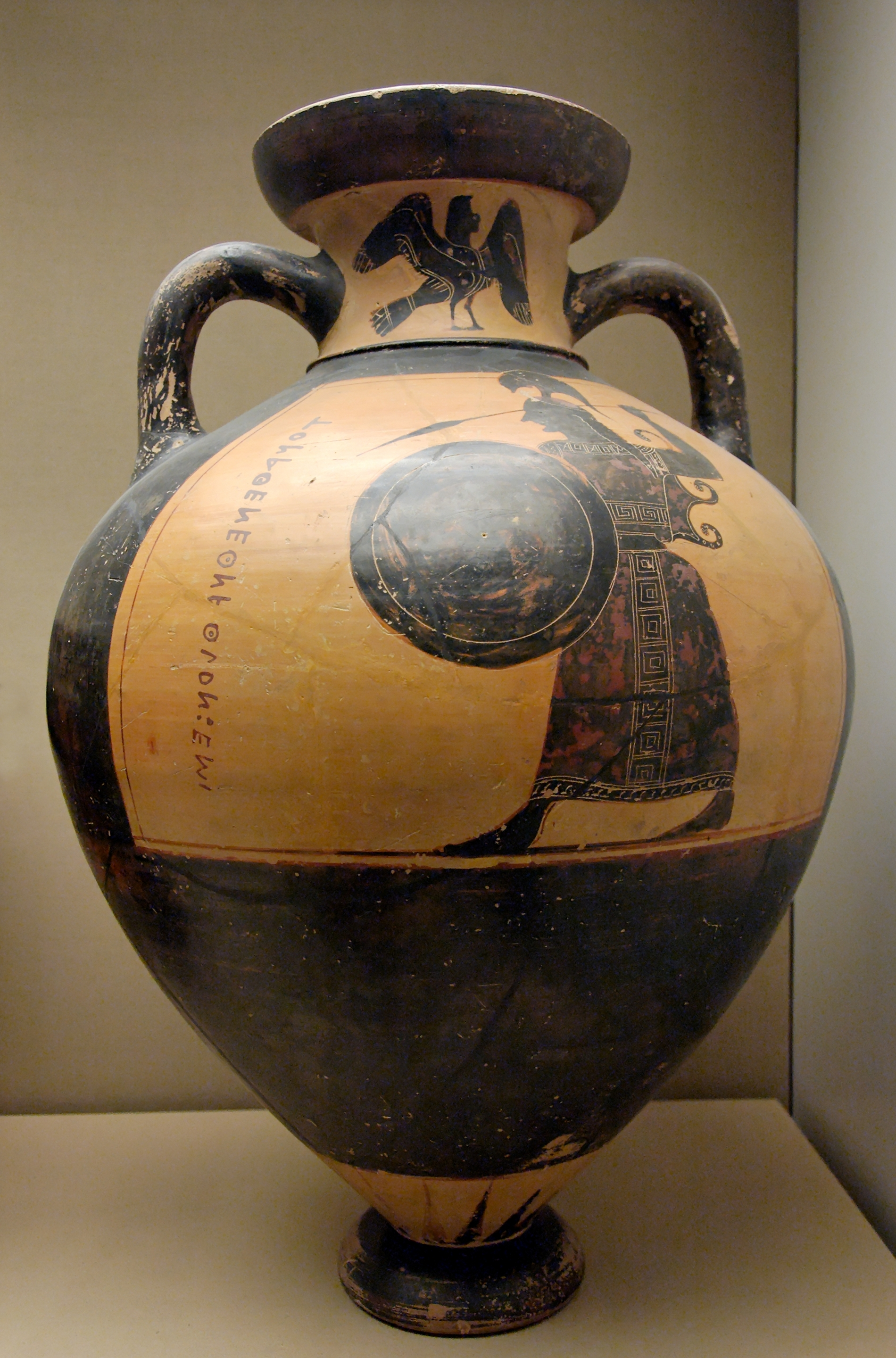
Anfora panatenaica (Anfora Burgon), Londra, British Museum B130

Le anfore panatenaiche sono anfore prodotte per contenere l'olio sacro che nell'antica Grecia veniva consegnato come premio agli atleti vincitori dei giochi panatenaici. Prodotte a partire dalla metà del VI secolo a.C. (nel periodo dei ceramografi Kleitias e Lido) e decorate con la tecnica a figure nere, questi vasi ufficiali mantennero tradizionalmente questo tipo di decorazione fino al II secolo a.C. Sono giunte sino a noi centinaia di anfore panatenaiche, la prima databile al secondo quarto del VI secolo a.C. (le gare di atletica sono state introdotte alle Panatenee nell'anno 566 a.C.), l'ultima all'età ellenistica. Era una commissione statale dunque molto remunerativa per il ceramista che la riceveva. Metà delle anfore giunte sino a noi è stata ritrovata in Attica, molte, data la loro preziosità, furono vendute e portate altrove.
La forma essenziale del vaso con il corpo ampio, il collo corto e sottile, la base affusolata e il piede piccolo rimase la stessa nel corso dei secoli, cambiò invece la parte decorativa che si adattava col tempo al cambiamento del gusto. I temi delle decorazioni rimasero gli stessi: sul fronte la figura di Atena, in atteggiamento bellicoso, tra due colonne sormontate da galli (le colonne potevano riferirsi al tempio della dea o forse erano solo un supporto per i galli, simbolo di spirito combattivo) e con l'iscrizione standard "ton Athenethen athlon" ([io sono] dei Giochi Atenaici); sul retro veniva rappresentata una specialità dei giochi, quella in cui si era distinto il vincitore. A partire dal IV secolo a.C. queste opere recano la data della raccolta delle olive (indicata col nome dell'arconte), divenendo particolarmente utili per le datazioni; inoltre da questo momento solo le scene sul retro seguono l'evolversi dello stile mentre sul fronte la figura di Atena, a parte il cambiamento di profilo per cui inizia a essere rivolta a destra anziché a sinistra, si allontana nel disegno dall'evoluzione stilistica contemporanea, seguendo una maniera tradizionale e arcaizzante, come accadde anche sulle contemporanee monete ateniesi.

## Storia e descrizione

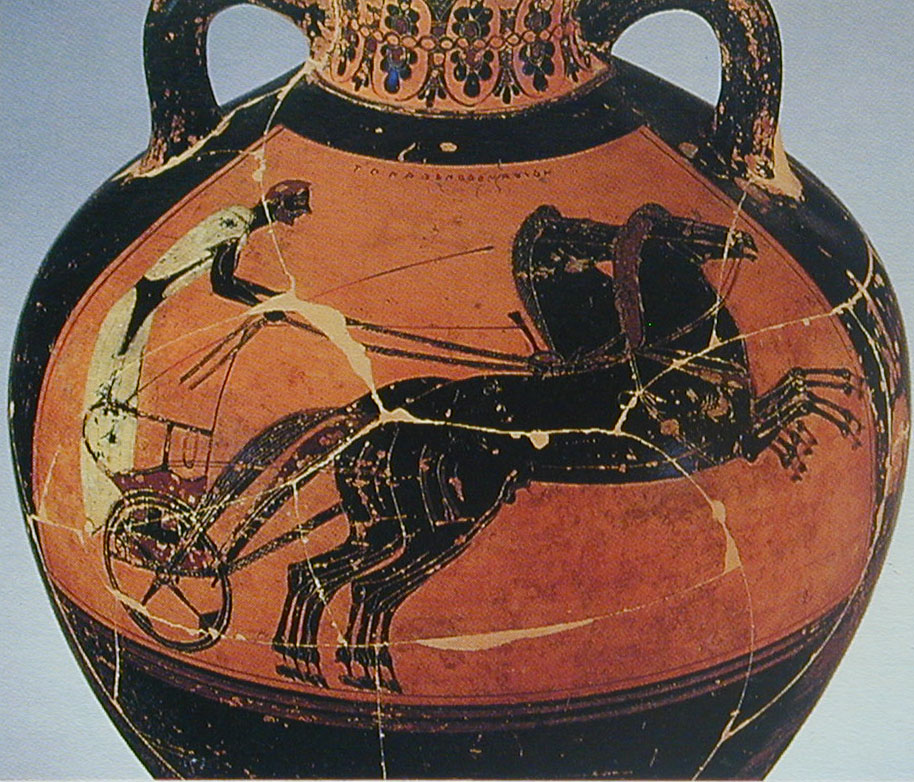
Lido (attr.), anfora panatenaica, Firenze, Museo archeologico, 97779

L'Anfora Burgon (Londra B 130), così chiamata dal nome dello scopritore, è la prima anfora panatenaica giunta sino a noi; è stata vinta per una gara equestre e potrebbe essere antecedente al 566 a.C. È un vaso robusto e poco slanciato, una forma che si evolverà col tempo verso una maggiore eleganza la quale diverrà addirittura eccessiva nei modelli del tardo IV secolo a.C. L'immagine di Atena sull'Anfora Burgon è una figura massiccia con un peplo semplice, diritto e senza pieghe; la decorazione non è ancora canonica, non esistono le colonne ai lati della figura, non c'è la fascia di linguette sopra l'immagine e sul collo del vaso vi sono una sirena e una civetta invece del disegno floreale che diverrà canonico in seguito.
Un'anfora panatenaica frammentaria conservata ad Halle, contemporanea dell'Anfora Burgon o leggermente posteriore, mostra sul retro una scena con tre velocisti robusti in un esempio di quell'atteggiamento nella corsa che appare per la prima volta in questo periodo, con la gamba davanti sollevata contemporaneamente al braccio corrispondente. Il disegno sul collo del vaso è floreale, ma non ancora di tipo canonico.

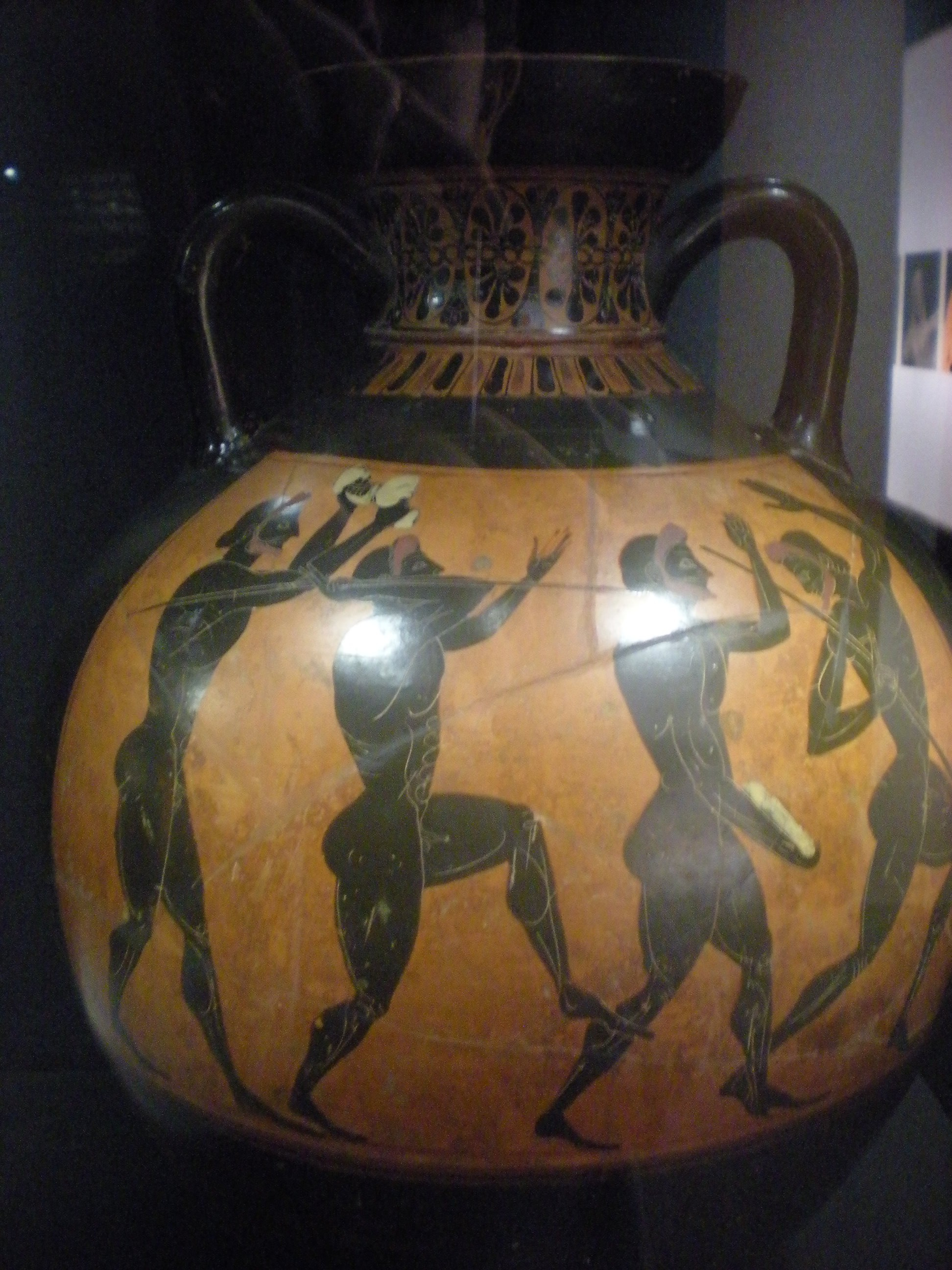
Pittore di Euphiletos, anfora panatenaica, Londra, British Museum B134

Il successivo vaso completo è a Firenze e ancora non presenta le caratteristiche canoniche delle anfore di questa classe: assenza di colonne e iscrizione orizzontale sul retro, sulla parte anteriore del vaso un uomo nudo (il vincitore) si erge di fronte ad Atena come non avverrà più in seguito. Atena però ha già un tallone leggermente sollevato da terra, posizione che verrà mantenuta e che infonde un senso di movimento; la forma è ormai canonica anche per la fascia floreale sul collo che è del tipo a palmette in seguito comunemente accettato. L'anfora è stata attribuita a Lido: lo stile del disegno è molto simile al suo e specialmente ad una oinochoe tarda conservata a Berlino (Berlin 1732).
Con l'anfora panatenaica del British Museum (London B 134) incontriamo il primo autore specializzato in questo tipo di produzione stando al notevole numero di queste anfore giunto sino a noi; viene chiamato Pittore di Euphiletos, dall'iscrizione kalos che su questa stessa anfora di Londra circonda la ruota del carro, emblema sullo scudo di Atena. L'Atena del Pittore di Euphiletos è una figura energica con molte pieghe nelle vesti che aumentano il senso del movimento e ha un elmetto meno semplice rispetto agli esempi precedenti. Il vaso era un premio per il pentathlon; le figure degli atleti sul retro del vaso appaiono slanciate e vivaci, ma ancora rigide nei movimenti.

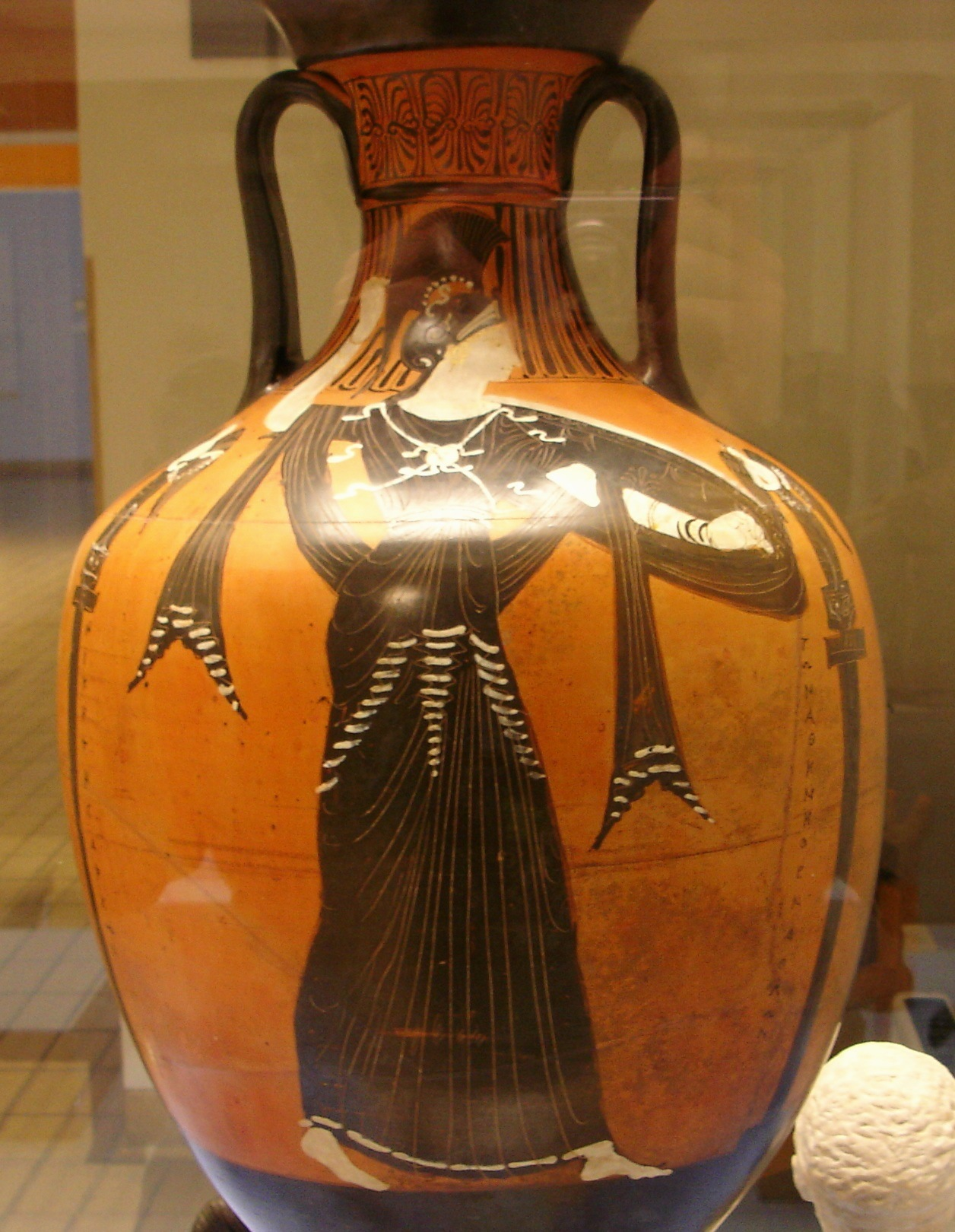
Anfora panatenaica, 332/1 a.C., Londra, British Museum B610 (lato A)

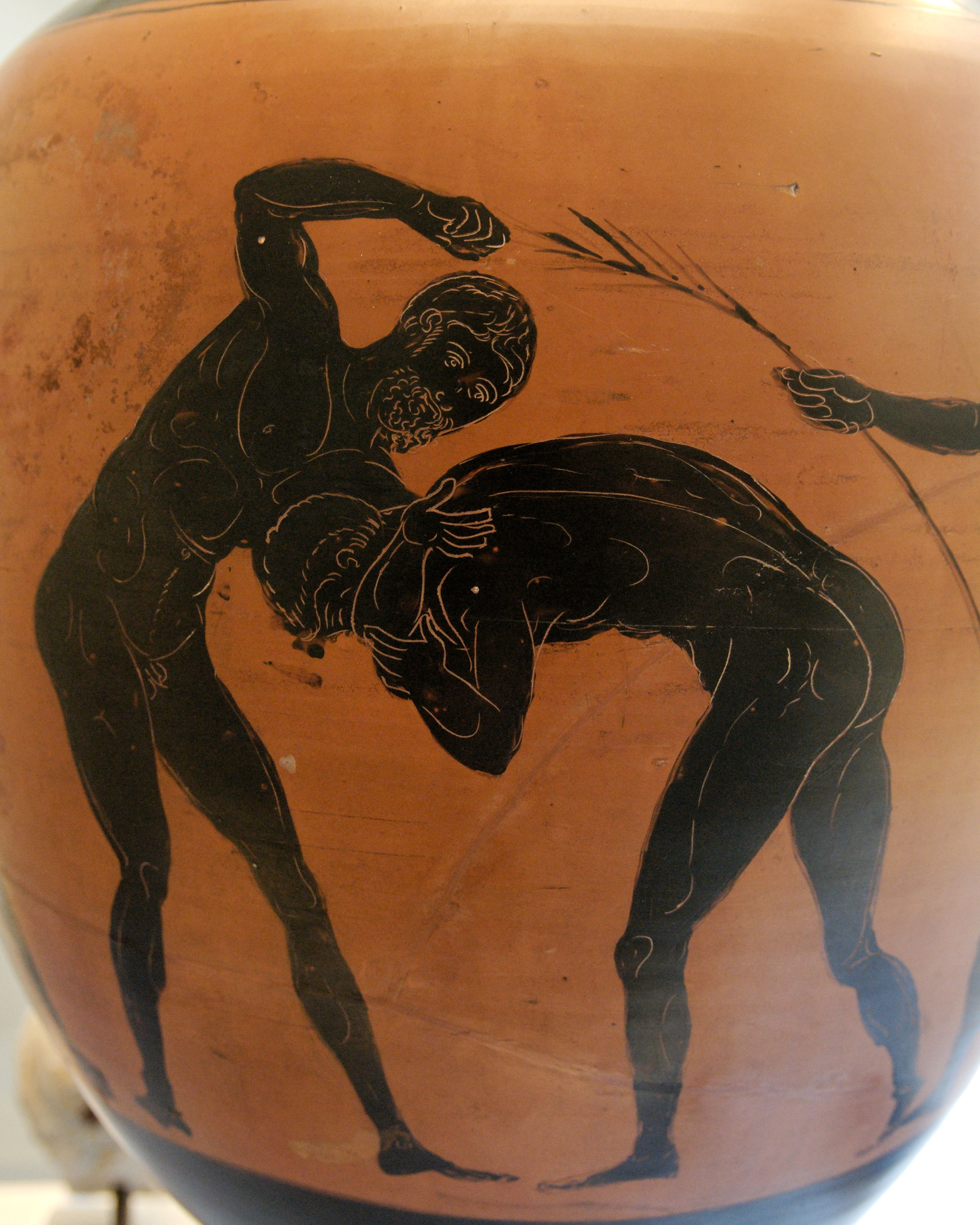
Anfora panatenaica (scena di pancrazio), 332/1 a.C., Londra, British Museum B610 (lato B)

Alla fine del VI secolo a.C. appartengono le anfore panatenaiche del Gruppo di Leagros. L'Atena sul vaso di New York ha cambiato costume e indossa un chitone invece del peplo. Il bordo dello scudo non è più rosso, ma nero con punti rossi; l'emblema sullo scudo in tutte le anfore panatenaiche del Gruppo di Leagros è una sirena e da questo momento in poi ogni pittore tenderà a dipingerne uno unico e caratteristico.
I due grandi pittori del periodo tardo-arcaico a figure rosse sono il Pittore di Kleophrades e il Pittore di Berlino. Un terzo artista a figure rosse che ha dipinto anfore panatenaiche è il Pittore di Eucharides. Del Pittore di Kleophrades ci sono giunte numerose anfore panatenaiche: l'emblema sui suoi scudi di Atena è sempre Pegaso. Le anfore panatenaiche del Pittore di Berlino appartengono al suo ultimo periodo, dopo il 480 a.C.; si tratta di una lunga serie di vasi premio, i primi attribuibili alla sua mano, quelli successivi ad un allievo e seguace, il Pittore di Achille. La prima delle anfore panatenaiche del Pittore di Berlino apparteneva alla collezione del marchese di Northampton presso Castle Ashby ed ora è a New York; mostra, nella scena della corsa sul retro, un esempio raro a questa data di movimento alternato braccio-gamba: in tutte e quattro le figure la gamba sinistra e il braccio destro vanno avanti insieme, e così la gamba destra e braccio sinistro.
Alla fine del V secolo a.C. e all'inizio del IV lo stile attraversa una fase di decadenza. Ne è un esempio l'anfora del British Museum B 605 che è interessante però per l'emblema sullo scudo di Atena: rappresenta le statue in bronzo dei Tirannicidi eseguite da Crizio e Nesiote nell'anno 476 a.C. Lo stesso emblema si trova su due anfore panatenaiche dello stesso periodo ma eseguite da un pittore diverso. Si è pensato che la scelta di questo emblema commemorasse l'espulsione di altri tiranni, i Trenta, e il ripristino del regime democratico ad Atene, nell'autunno dell'anno 403 a.C; le anfore sarebbero state offerte come premi ai giochi panatenaici del 402 a.C.
Nel IV secolo a.C. inizia la pratica di inscrivere le anfore panatenaiche con il nome dell'arconte dell'anno in cui era avvenuta la raccolta dell'olio. Una delle più antiche anfore panatenaiche di questa nuova serie è l'anfora di Berlino (n. inv. 3980) che è stata datata, malgrado il pessimo stato di conservazione dell'iscrizione, al 392/1 a.C. (arconte Philokles). Le proporzioni di Atena, dopo una fase di assottigliamento eccessivo, tornano ad essere normali e il panneggio torna ad essere piano. I galli sono stati sostituiti da "simboli", ovvero piccoli disegni che spesso riproducono una statua, che cambiano di anno in anno e possono essere paragonati ai "simboli" presenti sulle monete.
Tra il 359 e il 348 a.C. viene introdotto un cambiamento nella figura di Atena dando inizio ad una nuova serie. La dea si volta ora a destra invece che a sinistra mostrando la parte interna dello scudo. La gonna si allunga e l'egida si riduce ad una semplice fascia incrociata con un piccolo gorgoneion al centro. Un mantello a coda di rondine viene indossato sopra le spalle; la coda di rondine non corrisponde a nulla di arcaico, ma diviene una caratteristica dei lavori arcaistici dall'inizio del IV secolo a.C. in poi. Da questo momento il verso delle anfore panatenaiche varia nello stile e nella composizione, ma il lato frontale si riduce ad uno schema.
L'ultimo nome di arconte che appare, su un piccolo frammento, sulle panatenaiche esistenti, è Polemone, 312/311. Non si sa per quanto tempo ancora la pratica fosse rimasta in uso, le anfore panatenaiche ellenistiche portano i nomi di magistrati minori le cui date sono raramente note. Nel periodo ellenistico non solo lo stile, ma anche la qualità tecnica delle anfore diminuisce.